# Ceinture (vêtement)
Pour les articles homonymes, voir Ceinture.

Schéma d'une ceinture.

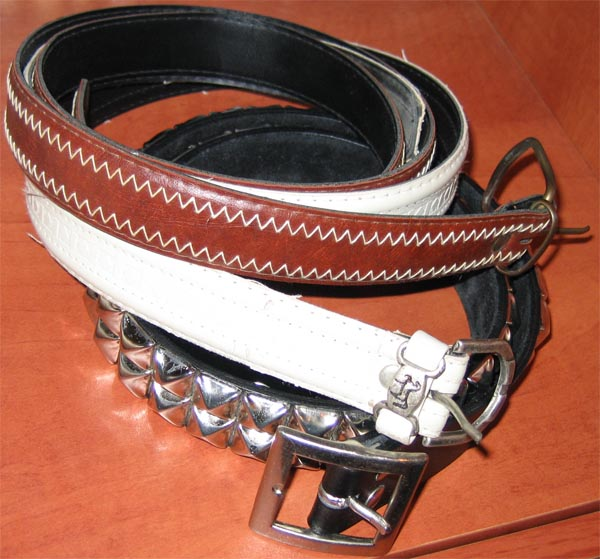
Des ceintures.

Une ceinture est une bande de tissu, cuir ou d'une autre matière souvent souple ;non solidaire du vêtement et qui se porte autour de la taille pour la cintrer ou pour y maintenir un pantalon. Elle s'utilise aussi comme accessoire de mode ou pour porter différents types d’outils.

## Généralités
Selon la mode, les ceintures se portent plus ou moins haut sur la taille : entre le buste et les hanches.
Les ceintures classiques sont en cuir, mais il en existe en tissu ou en matières plastiques. Elles peuvent porter toutes sortes de décoration (exemple : ceinture à clous). On trouve aussi des ceintures tressées.
Il existe par ailleurs différents systèmes de fermeture : un nœud, les boucles de ceinture, parfois très travaillées, ou encore un mécanisme de serrage...

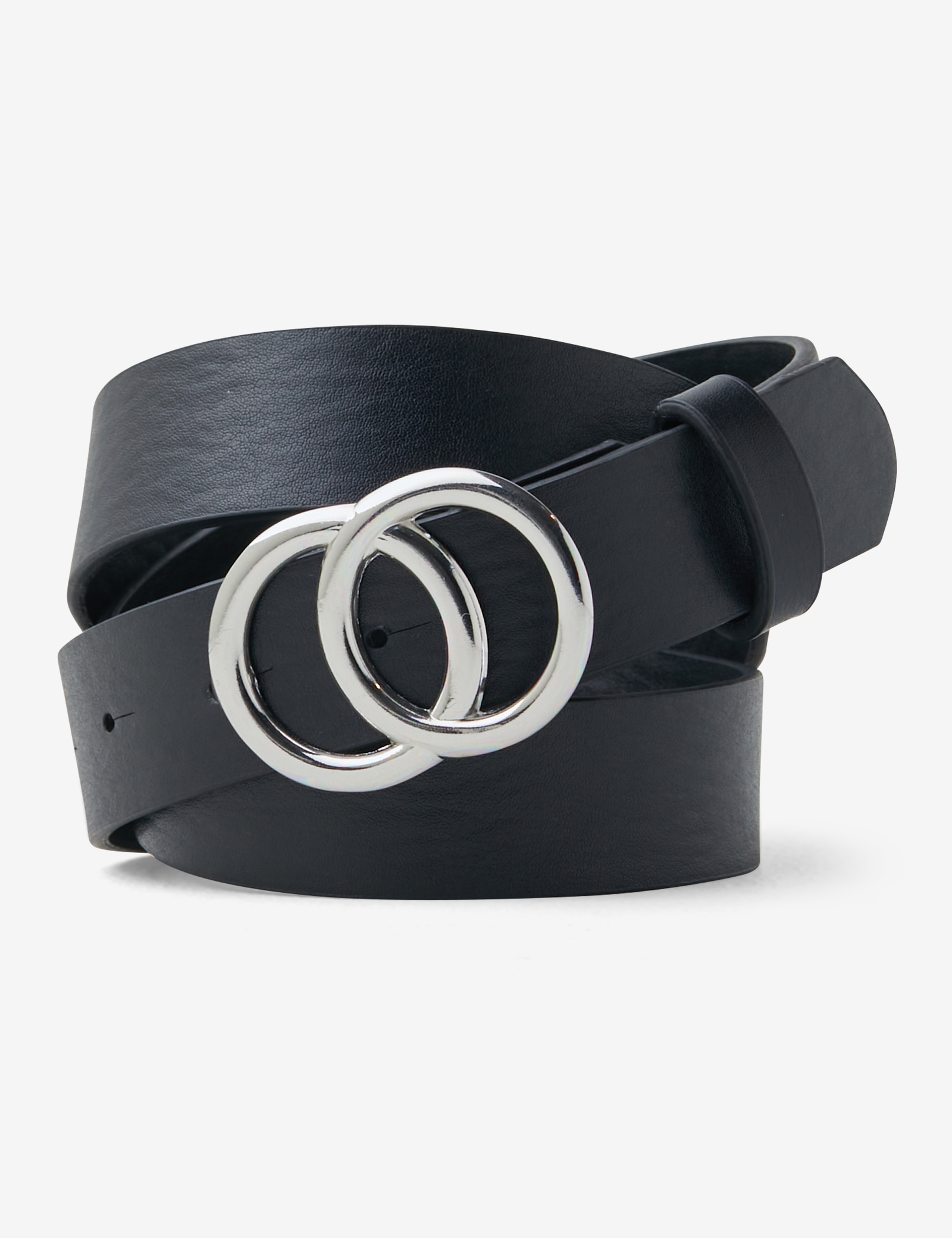
ceinture en cuir

Dans une boucle de ceinture, la pointe de la ceinture, par exemple de cuir, passe au travers de la boucle, généralement en métal, et est parfois arrêtée par l'ardillon de métal passant au travers d'un trou dans la pointe, appelé le cran. Une ceinture compte plusieurs crans, permettant ainsi d'adapter la taille de l'anneau formé par la ceinture à la taille du porteur de la ceinture. Le passant, solidaire de la ceinture, du côté de la boucle, permet de maintenir la pointe.
La ceinture peut être indépendante de la boucle, soit pour permettre sa réversibilité, soit pour permettre le changement de lanière.

### Autres types de ceintures
1. Ceinture chauffante : Conçue pour diffuser une chaleur douce et ciblée, idéale pour soulager les douleurs musculaires, les douleurs lombaires ou les crampes menstruelles. Elle peut être utilisée de manière discrète sous les vêtements pour un soulagement tout au long de la journée. Source
2. Ceinture de maintien : Utilisée pour soutenir et stabiliser la région lombaire et abdominale, souvent après une blessure ou pendant la grossesse. Elle offre un soutien postural et aide à prévenir les douleurs liées à une mauvaise posture ou un effort physique. Source
3. Ceinture de grossesse : Spécialement conçue pour les femmes enceintes, cette ceinture soutient le ventre en croissance et réduit la pression sur le bas du dos, apportant confort et soulagement contre les douleurs abdominales et lombaires. Source
4. Ceinture de sport : Utilisée par les athlètes ou les personnes actives, cette ceinture offre un soutien supplémentaire pendant les exercices physiques, particulièrement pour les activités qui sollicitent le bas du dos. Elle aide à prévenir les blessures et à améliorer la posture pendant l’effort. Source
5. Ceinture de posture : Cette ceinture aide à maintenir une bonne posture en soutenant le dos et les épaules. Elle est particulièrement utile pour les personnes qui restent assises longtemps ou qui ont tendance à adopter une posture voutée. Source
6. Ceinture anti-ventre plat : Conçue pour offrir un effet amincissant ou un soutien supplémentaire pendant les activités physiques. Elle peut être portée pour tonifier la silhouette ou améliorer la circulation sanguine au niveau de l'abdomen. Source
7. Ceinture de compression : Destinée à améliorer la circulation sanguine et à réduire les douleurs musculaires ou les gonflements, elle est souvent utilisée après une blessure ou pour soulager les douleurs chroniques. Source

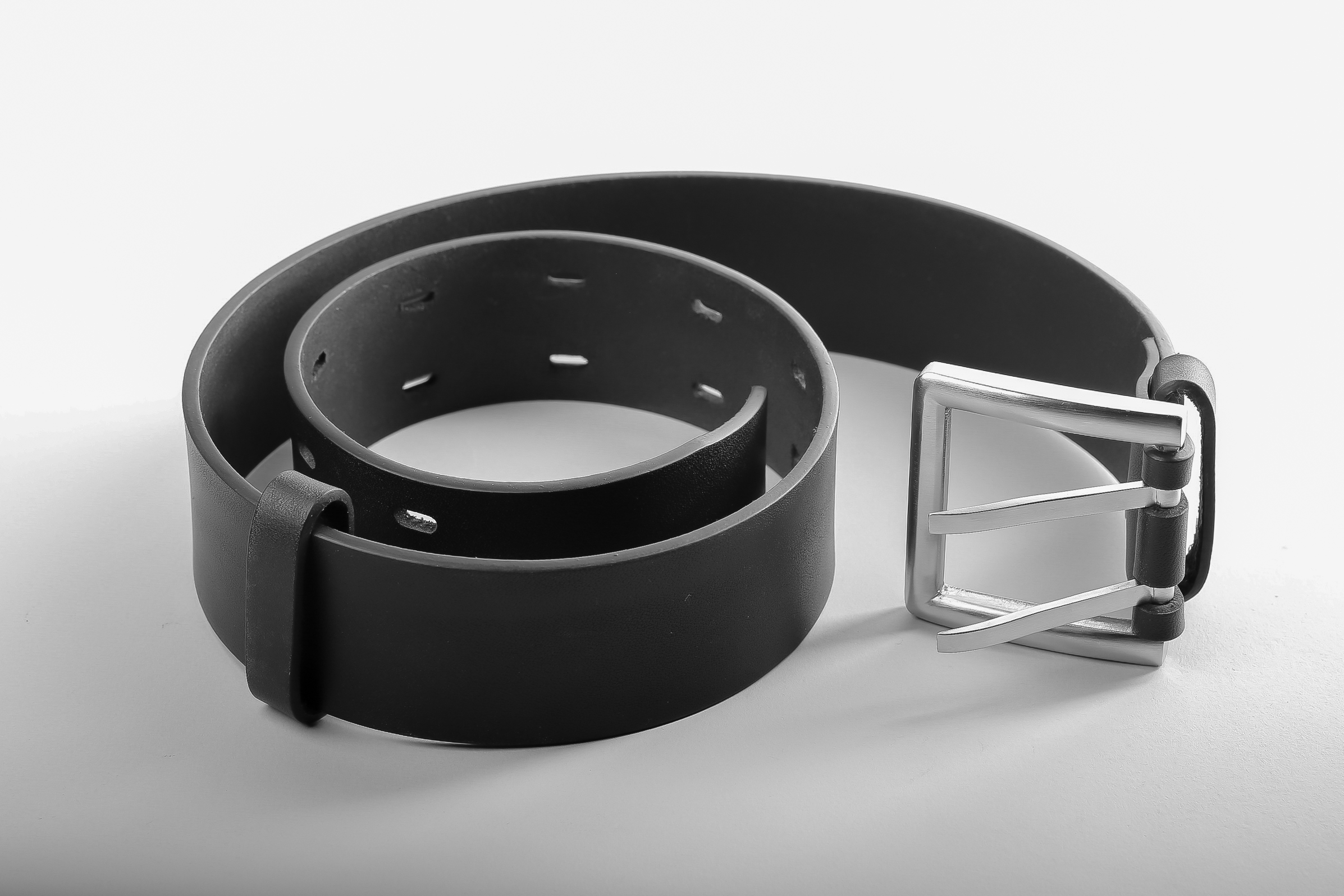

Chaque type de ceinture est conçu pour répondre à des besoins spécifiques en termes de confort, de soutien et de soulagement des douleurs, offrant ainsi des solutions adaptées à diverses situations.

## Expressions avec ceinture
- Se serrer la ceinture : vivre chichement ;
- Faire ceinture : être privé de quelque chose.
- Avec ceinture et bretelles : avec un luxe de précaution, sans prendre de risque.

## Galerie

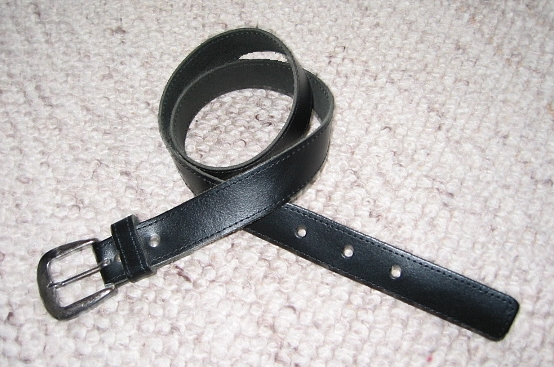
Ceinture classique en cuir, fermeture à boucle.
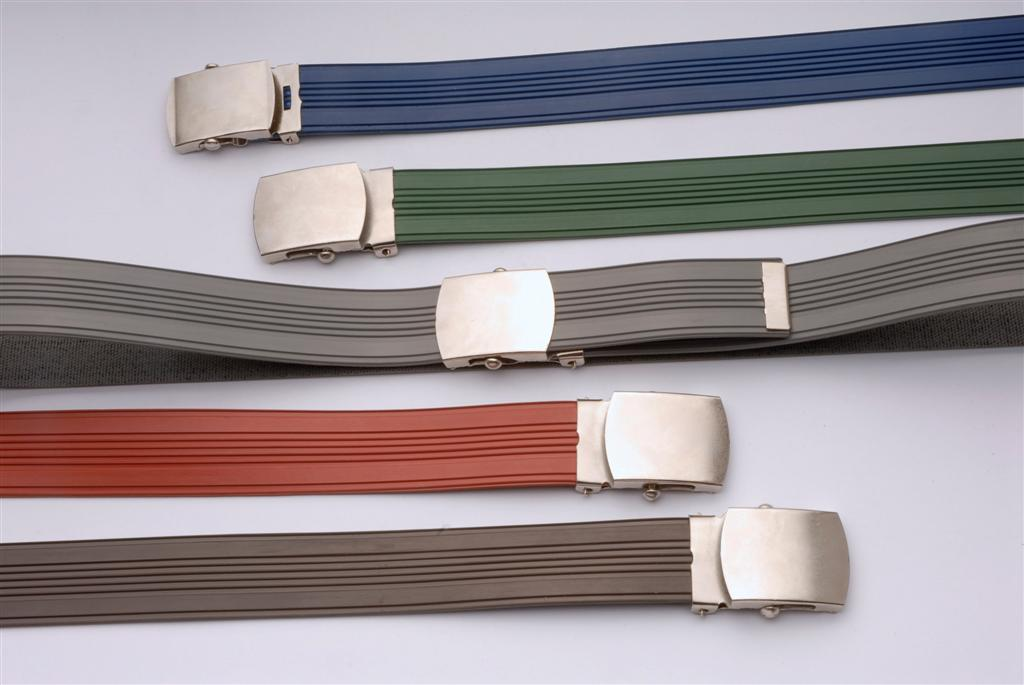
Ceintures décontractées.
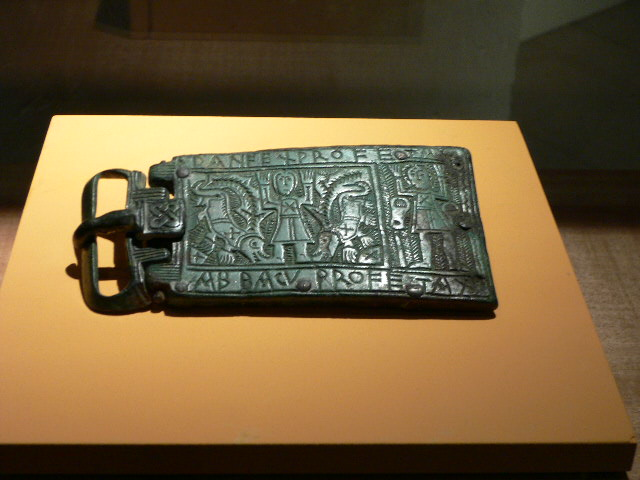
Boucle de ceinture mérovingienne en bronze.